# Mimulosia tortricoides
Mimulosia tortricoides är en fjärilsart som beskrevs av De Toulgoët 1955. Mimulosia tortricoides ingår i släktet Mimulosia och familjen björnspinnare. Inga underarter finns listade i Catalogue of Life.